# Xã East Union, Quận Schuylkill, Pennsylvania
Xã East Union (tiếng Anh: East Union Township) là một xã thuộc quận Schuylkill, tiểu bang Pennsylvania, Hoa Kỳ. Năm 2010, dân số của xã này là 1.605 người.